# Nunc pro tunc
Nunc pro tunc es una locución latina utilizada comúnmente en Derecho en inglés. Significa ‘ahora por entonces’. En general, una decisión de una corte "nunc pro tunc" se aplica de manera retroactiva para corregir una decisión previa.

## Definición
Nunc pro tunc es una frase que teóricamente se aplica a actos que se llevarán a cabo de manera retroactiva. En la resolución de una herencia, si una propiedad mueble, tal como un terreno, intereses minerales, etc., son descubiertos luego de que se emita el «decreto final», una orden nunc pro tunc puede incluir a los citados bienes en la herencia y clarificar cómo es que se pretendía que fueran repartidos.

## Litigios
Una acción judicial nunc pro tunc es una acción tomada por un tribunal de justicia para corregir un error de tipo administrativo (en vez de uno de carácter jurídico) en una decisión previa. Un nunc pro tunc puede firmarse incluso después de que el tribunal de justicia pierda su poder plenario. En cuanto a casos de apelaciones, una acción nunc pro tunc realizada en forma adecuada por lo general no extiende las fechas límites para la apelación.